# Belgische wetgevende verkiezingen 1833
Wetgevende verkiezingen vonden plaats in België op donderdag 23 mei 1833 voor de volledige vernieuwing van de Kamer van volksvertegenwoordigers.
Normaliter zou (op basis van de Kieswet van 1831) slechts de helft van de volksvertegenwoordigers vernieuwd worden, maar de Kamer werd ontbonden per koninklijk besluit van 28 april 1833. De Koning had dit gedaan wegens conflicten tussen de overwegend liberale regering-Goblet d'Alviella en de Kamer, die een katholieke meerderheid had. De Kamerverkiezingen werden gehouden op donderdag 23 mei 1833, met een tweede ronde op donderdag 30 mei.
Op 21 mei 1833, slechts twee dagen voor de verkiezingen, wist de regering een belangrijke diplomatieke overwinning te boeken met de Conventie van Londen, een overeenkomst met Willem I der Nederlanden om het staakt-het-vuren voor een onbeperkte periode te verlengen.
De katholieken behaalden een meerderheid bij deze verkiezingen.

## Verkozenen
- Kamer van volksvertegenwoordigers (samenstelling 1833-1837)